# Alfredia
Genre
Alfredia est un genre d'insectes diptères nématocères de la famille des Limoniidae.

## Liste des espèces
- Alfredia acrobata Bezzi, 1918